# Kari Astala
Kari Astala (* 26. Juli 1953 in Helsinki) ist ein finnischer Mathematiker, der sich mit Analysis befasst.
Astala erwarb 1977 sein Diplom an der Universität Helsinki und wurde dort 1980 promoviert ( On Measures of Noncompactness and Ideal Variations in Banach Spaces). 1984 wurde er Dozent an der Universität Helsinki und 1990 Assistenzprofessor. 1995 bis 2002 war er Professor an der Universität Jyväskylä. Von 2002 bis 2017 ist er Professor an der Universität Helsinki und er war 2006 bis 2011 Akademie-Professor. Seit 2017 ist er Adjunkt-Professeor an der Aalto-Universität.
1994 erhielt er den Salem-Preis für die Lösung der Vermutung von  Frederick Gehring und Reich in der Theorie quasikonformer Abbildungen, wobei er die Theorie dynamischer Systeme anwandte. 2003 war er an der Lösung des Inversen Problems von Alberto Calderón beteiligt, das Anwendung in der elektrischen Impedanz-Tomographie hat. Er veröffentlichte auch mit dem führenden Spezialisten für quasikonforme Abbildungen Frederick Gehring.
2000 war er Gehring-Gastprofessor an der University of Michigan. Er war unter anderem am MSRI, dem Mittag-Leffler-Institut und dem Institute for Advanced Study.
Er war 1998 Invited Speaker auf dem Internationalen Mathematikerkongress in Berlin (Analytic aspects of quasiconformality) und auf den europäischen Mathematikerkongressen 1996 in Budapest und 2012 in Krakau. 2003 erhielt er den Preis der Magnus Ehrnrooth Stiftung und 2011 der Finnish Cultural Foundation. 2002  bis 2006 war er Präsident der finnischen mathematischen Gesellschaft und 1997 wurde er Mitglied der Finnischen Akademie der Wissenschaften.